# Balle (Bryndum Sogn)
 For alternative betydninger, se Balle. (Se også artikler, som begynder med Balle)
Balle er en bebyggelse i Bryndum Sogn, og ligger nordøst for selve Bryndum i 6715 Esbjerg N.
Selve stednavnet "Balle" betyder afrundet, fladtrykt bakke, og området blev i 1867 solgt fra præstegården i Bryndum og udstykket i to gårde, placeret hhv. nord og syd for Bryndumvej, der går lige gennem bebyggelsen. På den sydlige gård blev der frem til 1910 drevet mølleri med vindmølle, og gården kaldes stadig "Balle Møllegård". Gårdene blev sidenhan udstykket, og der findes nu en spredt bebyggelse i området.